# Aach (Rhénanie-Palatinat)
Pour les articles homonymes, voir Aach.
Aach est une municipalité du Verbandsgemeinde Trier-Land, dans l'arrondissement de Trèves-Sarrebourg, en Rhénanie-Palatinat, dans l'ouest de l'Allemagne.

## Histoire
Les premières traces d'implantation remontent à l'âge du bronze, et l'on trouve des vestiges d'un habitat sous l'Empire romain. La première attestation du nom du bourg remonte à 953, en latin : Aquacuum. Bien que très proche de la ville de Trèves, le bourg ne dépendait pas de l'Électorat de Trèves, mais de l'abbaye bénédictine Sainte-Irmine dont l'emplacement correspond à une collégiale baroque du même titre remontant à 1752. Ce statut particulier (immédiateté impériale), lui valut d'accueillir des Juifs lors de leur expulsion au XVIe siècle : c'est la raison de la présence d'une synagogue et d'un cimetière juif.
Avec la rive gauche du Rhin, Aach subit l'invasion des troupes révolutionnaires françaises en 1794, et devient chef-lieu de canton dans le département de la Sarre. À l'époque des guerres napoléoniennes, le Traité de Lunéville (1802) fait d'Aach une partie de la France. Après la défaite de Napoléon en 1815, Aach est rattaché avec une part de la Rhénanie au Royaume de Prusse, qui devient l'Empire allemand en 1871.
Sous le régime nazi, entre 1933 et 1945, les citoyens juifs d'Aach ont émigré ou ont été déportés et massacrés dans les camps de concentration nazis. Il ne reste pas de communauté juive à Aach, bien que la synagogue et le cimetière juifs subsistent.
Après la Seconde Guerre mondiale, Aach est rattachée au Land de Rhénanie-Palatinat.